# Gokuraku-ji (Kamakura)
Pour les articles homonymes, voir Gokuraku-ji.
Le Gokuraku-ji (極楽寺) est un temple bouddhiste japonais de la secte Shingon (眞言 ou 真言) situé à Kamakura (鎌倉市, Kamakura-shi), dans la préfecture de Kanagawa.

## Historique
Le temple Gokuraku-ji a été fondé en 1259 par Shigetoki Hōjō (en) (1198-1261) et un prêtre appelé Ninshō (1217-1303) puis restauré et rebâti plusieurs fois depuis cette date. Les tombes des deux fondateurs se trouvent dans l'enceinte du temple.
Gokuraku-ji est très réputé parce qu'il possède plusieurs biens culturels importants parmi lesquels se trouve une très belle statue de bois du Bouddha historique, Shaka Nyorai.

## Sources
- (en) Cet article est partiellement ou en totalité issu de l’article de Wikipédia en anglais intitulé « Gokuraku-ji (Kamakura) » (voir la liste des auteurs).